# 胡鳳來
胡鳳來（16世紀—16世紀），雲南都司雲南中衛軍籍南直隸揚州府江都縣人，明朝政治人物。

## 生平
胡鳳來是嘉靖二十八年（1549年）的舉人，授平山教諭，擢任真定知縣，改任長史，調宛平知縣，入朝擔任戶部湖廣司主事，陞郎中，到隆慶五年（1571年）外遷撫州知府，歷任都有賢明聲譽。

## 引用
1. 1 2  道光《雲南通志稿·卷一百五十三·人物志四》：胡鳳來 昆明人，嘉靖己酉舉人，由長史入為部曹，後任臨川知府，所至有賢聲。 雲南府志
2. ↑  光緒《平山縣志·卷五·職官》：教諭……胡鳳來 雲南人，舉人，陞正定知縣
3. ↑  光緒《正定縣志·卷三十三·職官》：明知縣……嘉靖……胡鳳來 中衛人，舉人，陞知府
4. ↑  《宛署雜記·卷三·職官》：知縣……胡鳳來，直隸江都人，舉人，嘉靖四十三年任，升戶部湖廣司主事。
5. ↑  光緒《撫州府志·卷三十五·職官》：明知府……胡鳳來 雲南人，隆慶五年戶部郎中陞任